# So Sad So Sexy
So Sad So Sexy (укр. «Так сумно, так сексуально») — (стилізовано як so sad so sexy) - четвертий студійний альбом шведської співачки та автора пісень Люкке Лі, випущений 8 червня 2018 року лейблом RCA. Перед виходом альбому, були випущені сингли "Deep End" (укр. «На дні»), "Hard Rain" (укр. «Злива»), "Utopia"(укр. «Утопія»), "Sex Money Feelings Die" (укр. «Секс, гроші, почуття помирають») та "Two Nights"(укр. «Дві ночі») в дуеті з Aminé. Співавтором більшої частини альбому стала Ilsey Juber. Виконавчими продюсерами виступили Malay та сама Лі.

## Список композицій
1. "Hard Rain" (укр. «Злива») - 3:30
2. "Deep End" (укр. «На дні») - 3:05
3. "Two Nights" (укр. «Дві ночі») з Aminé - 3:24
4. "Last Piece" (укр. «Останній шматок») - 3:05
5. "Jaguars In The Air" (укр. «Ягуари у повітрі») - 3:37
6. "Sex Money Feelings Die" (укр. «Секс, гроші, почуття помирають») - 2:19
7. "So Sad So Sexy" (укр. «Так сумно, так сексуально») - 3:32
8. "Better Alone" (укр. «Краще самій») - 4:31
9. "Bad Woman" (укр. «Погана жінка») - 3:14
10. "Utopia" (укр. «Утопія») - 3:43